# Dědická smlouva
Dědická smlouva je jeden ze způsobů pořízení pro případ smrti. Dědickou smlouvu povolává zůstavitel druhou smluvní stranu nebo třetí osobu za dědice své pozůstalosti nebo její části a druhá strana své ustavení za dědice přijímá. Obě strany se mohou ustavit za dědice navzájem nebo mohou povolat jako dědice třetí osobu. Dědickou smlouvou lze povolat nejen dědice, ale i odkazovníka. Institut dědické smlouvy upravuje český občanský zákoník v § 1582 až 1593.
Dědic může dědit na základě dědické smlouvy, závěti či zákona, a tyto důvody mohou působit vedle sebe. Na rozdíl od závěti ale nelze dědickou smlouvu jednostranně zrušit. To dává větší jistotu předpokládaným dědicům, že nabudou pozůstalost či její část do svého vlastnictví. Dědická smlouva však nijak neomezuje zůstavitele v nakládání s majetkem za jeho života.
V českých zemích byla dědická smlouva známa do roku 1950, kdy byla z občanského zákoníku vyloučena. Do té doby se ale vztahovala pouze na manžely. Nově dává právní úprava této smlouvy zůstaviteli a dědici větší prostor k jejich uplatnění smluvní svobody, tzn. smluvní strany mají možnost domluvit se podle své libosti (v zákonem stanovených mezích).

## Požadavky na dědickou smlouvu
Základní požadavky, které občanský zákoník na dědickou smlouvu klade jsou písemnost, nezastupitelnost stran, dohoda stran, zákonná způsobilost stran a forma veřejné listiny. Při nesplnění těchto náležitostí se může dědická smlouva změnit na jiný právní důvod dědění (závěť). Nesplnění může též způsobit zneplatnění a zánik smlouvy.
Dědická smlouva musí mít formu veřejné listiny. Dědickou smlouvu může uzavřít pouze zletilý zůstavitel, který je plně svéprávný. V případě omezení svéprávnosti zůstavitele lze dědickou smlouvu uzavřít a závazek z ní změnit se souhlasem opatrovníka. Dědickou smlouvou nelze pořídit o celé pozůstalosti. Čtvrtina této pozůstalosti musí zůstat volná, aby o ní zůstavitel mohl rozhodovat podle své zvlášť projevené vůle. Pokud by chtěl zůstavitel zanechat smluvnímu dědici i tuto čtvrtinu, mohl by tak učinit závětí.

## Odmítnutí dědictví
Dědic má právo po smrti zůstavitele dědictví odmítnout, avšak dědic na základě smlouvy může odmítnout pouze v případě, že to není dědickou smlouvou vyloučeno.

## Zvláštní ustanovení mezi manželi
Manželé mohou uzavřít dědickou smlouvu, podle které jedna strana povolává druhou za dědice nebo odkazovníka a druhá strana toto povolání přijímá. Nebo se mohou obě strany povolat navzájem. Tento typ smlouvy mohou uzavřít mezi sebou i snoubenci, avšak smlouva se stane platná, až vznikem manželství. Byla-li by dědická smlouva uzavřena mezi manželi, nedošlo by rozvodem manželství automaticky k jejímu zrušení či neúčinnosti. Zrušit dědickou smlouvu by však mohl soud na návrh rozvedeného manžela.

## Dědická smlouva v jiných právních řádech
Dědická smlouva existuje v řadě evropských zemí (Rakousko, Německo, Švýcarsko, Belgie), ve kterých se mohou objevit drobné rozdíly právní úpravy této smlouvy. Ustanovení o dědické smlouvě v České republice přejímají právní úpravu obsaženou ve švýcarském občanském zákoníku.